# Autostrada A58 (Holandia)
Autostrada A58 (nl. Rijksweg 58) – autostrada w Holandii przebiegająca równoleżnikowo w południowej części kraju od węzła Batadorp -  A2, do miasta Vlissingen.

## Trasy europejskie
Prawie całą autostradą biegnie trasa europejska E312.